# Jan Sas
Jan V Sas (rum. Iancu Sasul; zm. 28 września 1582) – hospodar Mołdawii w latach 1579–1582 z rodu Muszatowiczów.
Był nieślubnym synem hospodara Piotra III Raresza. Zdobywszy sobie wpływy z Konstantynopolu, w 1579 przekupił dygnitarzy tureckich i objął tron mołdawski kosztem Piotra Kulawego. Próżny i niezrównoważony, pragnący bogactw, został zeń usunięty przez Turków w 1582 i uciekł do Polski. Tam został ścięty we Lwowie na prośbę sułtana.